# Ramon Waser

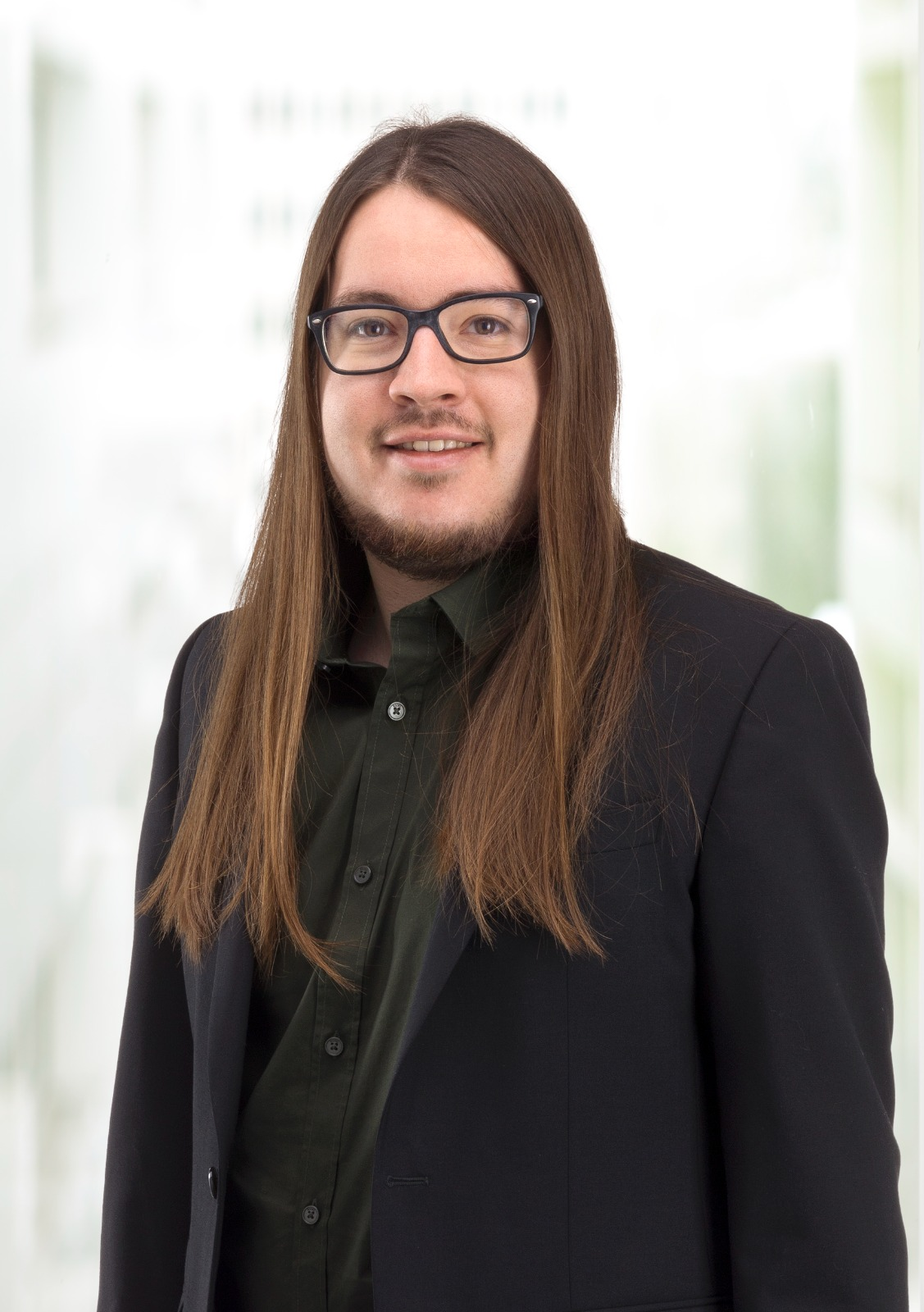
Ramon Waser, 2020

Ramon Waser (* 21. Dezember 1995 in Vaduz (Liechtenstein), heimatberechtigt in Wolfenschiessen) ist ein Schweizer Politiker der Grünliberalen Partei (GLP). 2020 bis 2024 war er Präsident der Grünliberalen Partei im Kanton St. Gallen.

## Leben
Waser wuchs in Heerbrugg auf, wo er die obligatorischen Schulen und die Kantonsschule besuchte. Er schloss 2014 die gymnasiale Matura mit Anerkennungspreis für besonderes Engagement an der Kantonsschule Heerbrugg ab, wo er die Schülerorganisation über zwei Jahre präsidierte und ein von Lehrern organisiertes Politpodium moderierte.
Waser studierte Medienwissenschaften und Soziologie an der Universität Basel und schloss das Studium 2019 mit dem Bachelor of Arts ab.
Seit 2020 arbeitet Waser beim Schweizer Nachhaltigkeitsunternehmen South Pole als Marketingspezialist.
In seiner Freizeit ist Waser ausserdem als American-Football-Schiedsrichter tätig.

## Politik
Waser trat 2010 im Alter von nur 14 Jahren den Grünliberalen bei. Er war mehrere Jahre im Vorstand und der Geschäftsleitung tätig, bevor er 2020 zum Präsidenten der Kantonalpartei GLP gewählt wurde. Er übte die Parteiführung ehrenamtlich aus.
Waser ist progressiv-liberal und will eine ökologische Trendwende, die Hand in Hand offener Wirtschaftspolitik geht. Seine thematischen Schwerpunkte sind weiterhin Aussenpolitik, Klimapolitik und Digitalisierung.
Seine politische Ambition ist es, die GLP als Zukunftsalternative auch in ländlichen Regionen der Schweiz zu etablieren.
Waser kandidierte bei den Erneuerungswahlen des Kantonsrat St. Gallen 2016 und 2020 für die Grünliberalen im Wahlkreis Rheintal, bevor er Mitte 2020 umzog und für das Stadtparlament in Wil kandidierte.
Im Mai 2023 wurde Waser als Kandidat für die Nationalratsliste nominiert. Zur Wahl treten im Kanton St. Gallen SP, Grüne und Grünliberale erstmals in einer Listenverbindung an.